# Coupe du Golfe des clubs champions 2009-2010
Navigation
2008 2011
La Coupe du golfe des clubs champions 2009-2010 est la 25e édition de la Coupe du golfe des clubs champions. Douze équipes, qualifiées par le biais de leur championnat national, disputent le tournoi, qui est organisé en deux phases. Lors de la première, les formations sont réparties en quatre poules de trois; le premier de chaque poule se qualifie pour la phase finale, qui est jouée sous forme de tableau, avec demi-finales et finale en matchs aller et retour. 
C'est le club émirati d'Al Wasl Dubaï qui remporte la compétition, après avoir battu en finale les Qataris du Qatar SC. C'est le tout premier titre du club dans ce tournoi.

## Équipes participantes
- Koweït SC - 3e du championnat du Koweït 2008-2009 et vainqueur de la Coupe du Koweït
- Al Arabi Koweit - 5e du championnat du Koweït 2008-2009
- Al Nasr Riyad - 5e du championnat d'Arabie saoudite 2008-2009
- Ettifaq FC - 6e du championnat d'Arabie saoudite 2008-2009
- Al Shabab Dubaï - 5e du championnat des Émirats arabes unis 2008-2009
- Al Wasl Dubaï - 7e du championnat des Émirats arabes unis 2008-2009
- Al Oruba Sur - 3e du championnat d'Oman 2008-2009
- Sur Club - 11e du championnat d'Oman 2008-2009
- Qatar SC - 4e du championnat du Qatar 2008-2009
- Al-Khor Sports Club - 5e du championnat du Qatar 2008-2009
- Al Muharraq Club - Champion du Bahrein 2008-2009
- Riffa Club - Vice-champion du Bahrein 2008-2009

## Compétition

### Première phase

#### Groupe A
| Rang | Équipe           | Pts | J | G | N | P | Bp | Bc | Diff |  | Résultats (▼ dom., ► ext.) |     |     |     |
| ---- | ---------------- | --- | - | - | - | - | -- | -- | ---- |  | -------------------------- | --- | --- | --- |
| 1    | Al Muharraq Club | 9   | 4 | 3 | 0 | 1 | 9  | 4  | +5   |  | Al Muharraq Club           |     | 5-1 | 1-0 |
| 2    | Al Arabi Koweit  | 7   | 4 | 2 | 1 | 1 | 5  | 6  | -1   |  | Al Arabi Koweit            | 1-0 |     | 1-1 |
| 3    | Al Shabab Riyad  | 1   | 4 | 0 | 1 | 3 | 3  | 7  | -4   |  | Al Shabab Riyad            | 2-3 | 0-2 |     |

#### Groupe B
| Rang | Équipe              | Pts | J | G | N | P | Bp | Bc | Diff |  | Résultats (▼ dom., ► ext.) |     |     |     |
| ---- | ------------------- | --- | - | - | - | - | -- | -- | ---- |  | -------------------------- | --- | --- | --- |
| 1    | Al Nasr Riyad       | 10  | 4 | 3 | 1 | 0 | 11 | 4  | +7   |  | Al Nasr Riyad              |     | 2-2 | 3-1 |
| 2    | Sur Club            | 4   | 4 | 1 | 1 | 2 | 4  | 5  | -1   |  | Sur Club                   | 1-2 |     | 1-0 |
| 3    | Al-Khor Sports Club | 3   | 4 | 1 | 0 | 3 | 2  | 8  | -6   |  | Al-Khor Sports Club        | 0-4 | 1-0 |     |

#### Groupe C
| Rang | Équipe       | Pts | J | G | N | P | Bp | Bc | Diff |  | Résultats (▼ dom., ► ext.) |     |     |     |
| ---- | ------------ | --- | - | - | - | - | -- | -- | ---- |  | -------------------------- | --- | --- | --- |
| 1    | Qatar SC     | 8   | 4 | 2 | 2 | 0 | 8  | 6  | +2   |  | Qatar SC                   |     | 3-2 | 2-2 |
| 2    | Ettifaq FC   | 7   | 4 | 2 | 1 | 1 | 7  | 6  | +1   |  | Ettifaq FC                 | 1-1 |     | 3-2 |
| 3    | Al Oruba Sur | 1   | 4 | 0 | 1 | 3 | 5  | 8  | -3   |  | Al Oruba Sur               | 1-2 | 0-1 |     |

#### Groupe D
| Rang | Équipe        | Pts | J | G | N | P | Bp | Bc | Diff |  | Résultats (▼ dom., ► ext.) |     |     |     |
| ---- | ------------- | --- | - | - | - | - | -- | -- | ---- |  | -------------------------- | --- | --- | --- |
| 1    | Al Wasl Dubaï | 8   | 4 | 2 | 2 | 0 | 5  | 3  | +2   |  | Al Wasl Dubaï              |     | 0-0 | 2-2 |
| 2    | Riffa Club    | 5   | 4 | 1 | 2 | 1 | 4  | 4  | 0    |  | Riffa Club                 | 0-1 |     | 2-1 |
| 3    | Koweït SC     | 2   | 4 | 0 | 2 | 2 | 2  | 4  | -2   |  | Koweït SC                  | 1-2 | 0-0 |     |

### Phase finale

#### Demi-finales
| Équipe 1         | Résultat      | Équipe 2      | Aller | Retour |
| ---------------- | ------------- | ------------- | ----- | ------ |
| Al Muharraq Club | 0 - 3         | Qatar SC      | 0 - 1 | 0 - 2  |
| Al Nasr Riyad    | 5 - 5 2-4 tab | Al Wasl Dubaï | 2 - 0 | 2 - 4  |

#### Finale
| Équipe 1 | Résultat | Équipe 2      | Aller | Retour |
| -------- | -------- | ------------- | ----- | ------ |
| Qatar SC | 3 - 3e   | Al Wasl Dubaï | 2 - 2 | 1 - 1  |

| Coupe des clubs champions du golfe Persique Al Wasl Dubaï 1er titre |